# Rose Magers
Rose Mary Magers-Powell (* 25. Juni 1960 in Big Spring, Texas) ist eine ehemalige US-amerikanische Volleyballspielerin.
Rose Magers wuchs in Texas auf und spielte von 1979 bis 1981 bei den Houston Cougars. 1982 wurde sie mit der US-amerikanischen Nationalmannschaft Dritte bei der Weltmeisterschaft in Peru und 1983 Zweite bei den Panamerikanischen Spielen in Caracas. 1984 gewann die Mittelblockerin mit dem US-Team bei den Olympischen Spielen in Los Angeles die Silbermedaille. Anschließend spielte Magers-Powell als Profi in Japan bei den NEC Red Rockets, mit den sie 1988 die japanische Meisterschaft gewann. Von 1991 bis 1993 spielte sie beim Ligakonkurrenten Daiei Kōbe, wo sie ihre aktive Karriere beendete.
Magers-Powell ist auch Volleyball-Trainerin, von 1996 bis 2013 bei den Martin Methodist Redhawks in Pulaski, Tennessee und seit 2014 bei den Alabama A&M Bulldogs in Huntsville, Alabama. Außerdem gründete sie 1994 den Rocket City Volleyball Club in Huntsville, bei dem sie Direktorin und Trainerin ist.

## Privates
Rose Powell-Magers ist mit Harry Powell verheiratet und lebt in Huntsville. Die beiden haben zwei Söhne, William und Brandon.